# Obličejové masky Pekingské opery

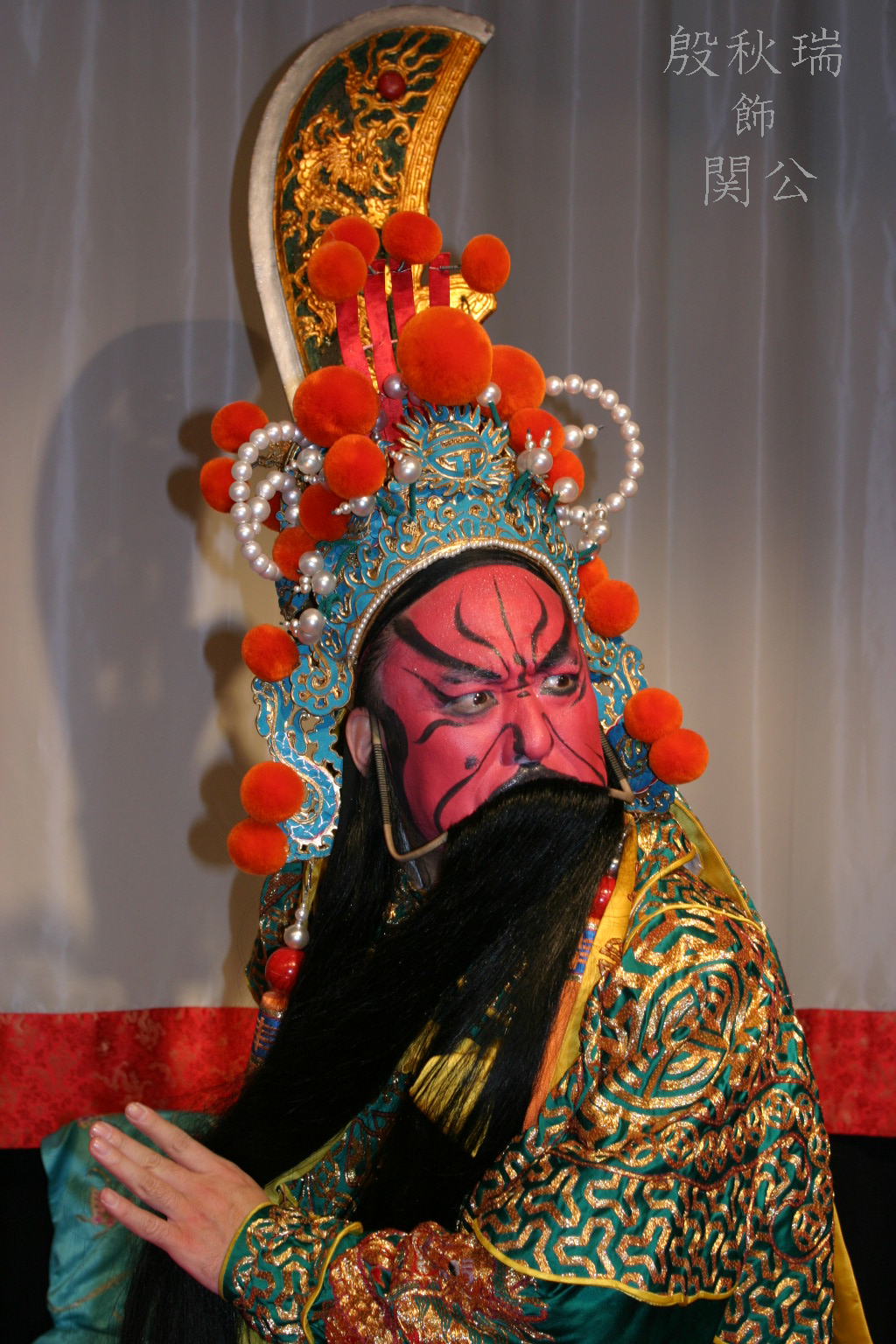
Namalovaná obličejová maska Pekingské opery

Obličejové masky patří k jednomu z nejtypičtějších znaků Pekingské opery. Tyto namalované masky na obličejích herců reflektují povahu, morálku a charakter postavy v rámci dané hry. Nicméně slouží také k přilákání pozornosti diváků. Barva obličejové masky, neboli make-upu, se v každé opeře liší vzhledem k danému pohlaví, věku a důležitosti role, nejsou tedy nikdy přesně stejné. K vytvoření těchto masek jsou využívány barvy a následně jsou různými způsoby na obličej nanášeny. Jejich precizní malování a detailní linie, které jsou doprovázeny pohyby mimických svalů v důsledku vytvářejí iluzi jakoby herci nosili plastické masky. Předem vytvořené masky jsou v Pekingské opeře však využívány pouze v proslulých operních hrách s mytologickým tématem. 
Nejtypičtější obličejovou maskou je maska pro postavu ťing, jinak také známá pod pojmem „pomalovaný obličej“. Tato role představuje v Pekingské opeře drsnou, nebojácnou mužskou roli, která má vždy obličejovou masku složenou z rozmanitých vzorů a prvků. Typická je také maska vystihující postavu čchou, která představuje klauna a může být obojího pohlaví. Klaunovi se v Pekingské opeře v minulosti na obličej nanášela barva jako úplně první postavě. Je typická svým jednoduchým vzorem a především bílou barvou kolem očí a nosu.   Obličejový make-up taktéž usnadňuje divákům rozpoznat, kdo je v dané hře záporná a kdo naopak pozitivní postava, a to i přes to, že ve hře zatím nepromluvily. 
V Pekingské opeře se v posledních desetiletích nanášení obličejových masek velmi omezilo. Zůstaly zachovány pouze u dvou výše zmíněných postav. 

## Způsoby nanesení
- Hrdina (postava ťing)  - k nanesení obličejové barvy jsou využívány pouze prsty, nepoužívají se štětce.

- Bojovník (postava ťing)  - barva smíchaná s olejem se na obličej maluje pomocí štětce, největší preciznost je kladena na odstíny barev, velikost očních víček a obočí.
- Zrádný úředník - obličej je štětcem natřen na bílo a následně doplněn lehkým zvýrazněním koutků očí, obočí a pár liniemi, které tvoří přísný výraz postavy.[1]

## Barvy obličejových masek a jejich význam
Během několik staletí bylo vytvořeno přes sto druhů barevných obličejových masek, mezi ty základní se však řadí jen několik. Jejich výrazné barvy a odlišené tvary vyjadřují konkrétní význam a charakteristiku osoby. 
- Žlutá maska

Tato barva obličejové masky představuje tvrdý, ambiciózní, ale klidný až chladnokrevný charakter postavy.
- Fialová maska

Tato maska je charakteristická pro sofistikovanou, klidnou a poctivou povahu. 
- Modrá maska

Tato barva vyznačuje v Pekingské opeře spolehlivost, věrnost, ale i krutost a vypočítavost.
- Zelená maska

Zelená barva masky představuje zbrklý, svéhlavý charakter postavy.
- Bílá maska

Pokud se nejedná o olejovou barvu, představuje maska zrádný, často až podezřelý a podvodný charakter postavy.Olejová bílá maska představuje dominantnost, aroganci a vážnost.
- Červená maska

Červená obličejová maska vyznačuje povahu, která je loajální, statečná a spravedlivá.
- Růžová maska

Růžová barva představuje stejné vlastnosti jako barva červená, avšak maluje se věkově staršímu člověku. Červená barva je v růžových maskách často zakomponovaná.
- Černá maska

Černá barva je charakteristická pro postavu bez zábran, avšak povahově naivní a upřímnou. Postava s touto obličejovou maskou je velmi často násilná, ale také dobrosrdečná. Černá zde může také znamenat ošklivost. 
- Zlatá maska

Tato maska je v Pekingské opeře spojená s Buddhismem. Postavy se zlatou maskou jsou ve většině případů buddhističtí bohové nebo nějaké jiné spirituální postavy. 